# Shoshannah Stern
Shoshannah Stern (Walnut Creek, California, Estados Unidos; 3 de julio de 1980) es una actriz estadounidense.

## Biografía

### Inicios
Nació en Walnut Creek (California) en una familia judía. Una de sus abuelas es una superviviente del Holocausto. Creció en Fremont donde acudió al California School for the Deaf.
Es la cuarta generación de sordos de su familia y su primera lengua fue la lengua de signos americana. Es capaz de leer los labios y hablar inglés sin intérprete. Estudió en la Universidad Gallaudet, la única del mundo cuyos programas están diseñados para personas sordas.

### Carrera
Stern apareció en la serie Threat Matrix de la ABC y con papel recurrente en Weeds de Showtime. Otras participaciones incluyen ER, Providence y Cold Case. Participó junto a Matthew Broderick en la película The Last Shot. También ha participado como el personaje de Bonnie Richmond en la serie posapocalíptica de la CBS, Jericho.
Stern también ha aparecido en el popular video musical, "Yes We Can", escrito por will.i.am para la campaña de Barack Obama.
También aparece en un papel recurrente en Supernatural encarnando a una cazadora descendiente de un Hombre de Letras, al que una Banshee mata junto a su mujer cuando ella era un bebé.
Forma parte del grupo de guionistas de Echo, una futura serie de TV del Universo cinematográfico de Marvel, y spin-off de Hawkeye.

## Filmografía

### Cine
| Año  | Título              | Papel           |
| ---- | ------------------- | --------------- |
| 2004 | The Last Shot       | Novia de Steven |
| 2008 | Adventures of Power | Annie           |

### Televisión
| Año         | Título         | Papel           | Notas            | Capítulo         | Temporada                              | Episodio |
| ----------- | -------------- | --------------- | ---------------- | ---------------- | -------------------------------------- | -------- |
| 2002        | Providence     | Renee           | Un episodio      |                  |                                        |          |
| 2002        | ER (Urgencias) | Rosemary        | Un episodio      |                  |                                        |          |
| 2003 - 2004 | Threat Matrix  | Holly Brodeen   | Seis episodios   |                  |                                        |          |
| 2005 - 2005 | Weeds          | Megan           | Once episodios   |                  |                                        |          |
| 2006 - 2008 | Jericho        | Bonnie Richmond | Papel secundario |                  |                                        |          |
| 2008        | Cold Case      | Leah O'Rafferty | Un episodio      | Andy en Do Menor | Quinta Temporada                       | 14       |
| 2010        | Lie to Me      | Sarah Lange     | Papel secundario | Esporádica       | Tercera Temporada                      |          |
| 2016        | Supernatural   | Eileen Leahy    | Papel secundario | Siete episodios  | Temporada 11 Temporada 12 Temporada 15 |          |
| 2019        | Grey's Anatomy | Lauren Riley    | Dos episodios    | 13 y 14          | 16                                     |          |